# 澳門博物館列表
澳門的博物館大多是小型的，分別有澳門政府部門管理和民間私營的博物館，全澳門目前共有31所博物館。
根據國際博物館協會的定義，博物館是「一所永久性和開放給公眾的非牟利機構，目的在於服務社會和促進社會發展，負責蒐集、保存、研究、傳播與展示人類及其環境有關的實證，供研究、教育及觀賞之用」，故此以下列出的澳門地方須符合此定義。
而事實上，澳門本身也因為擁有不少歷史文物而又被喻為「古建築的博物館」。

## 發展歷程

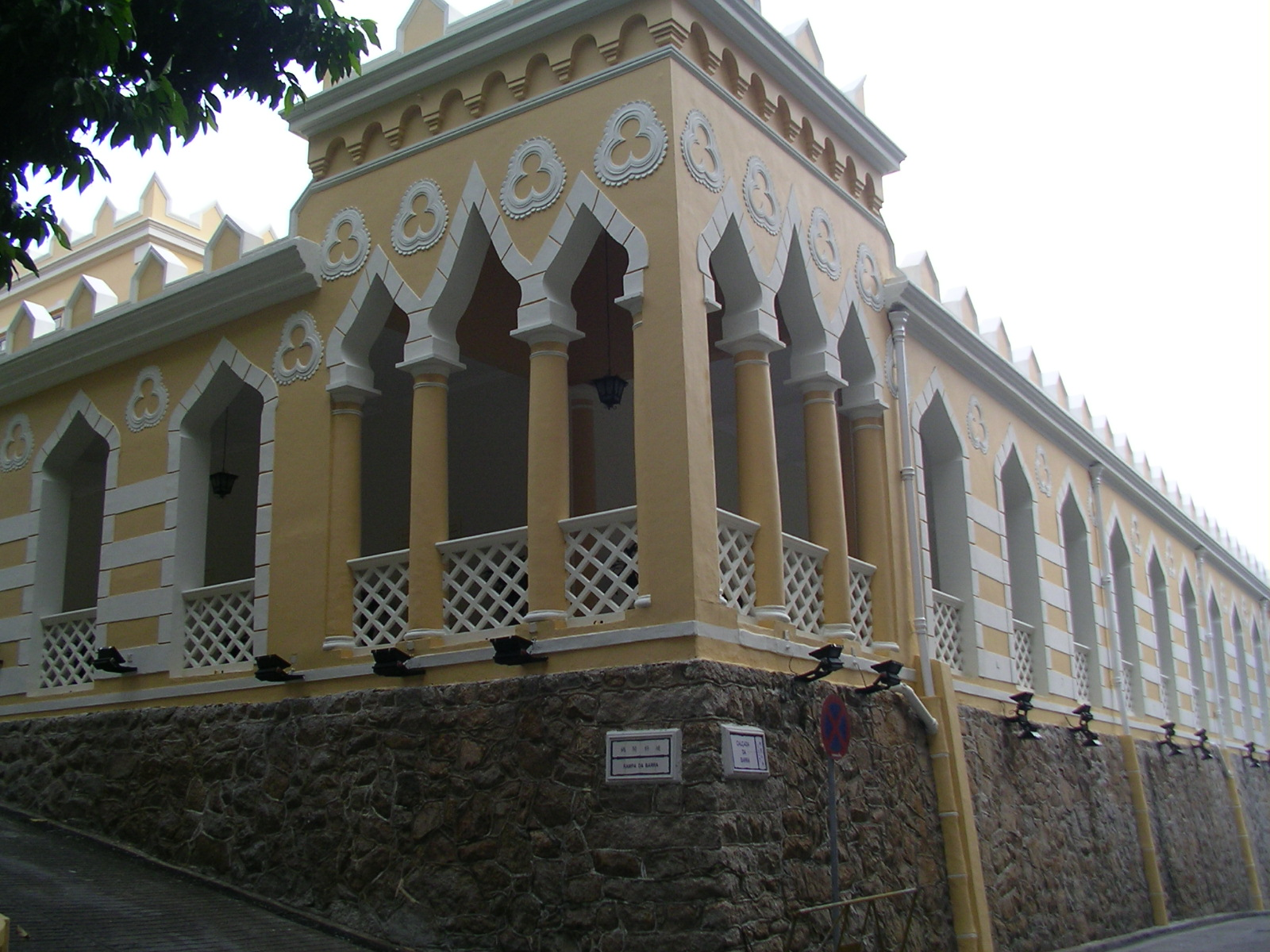
港務局大樓，目前已知澳門最早的海事及漁業博物館昔日位於該大樓內

澳門最早出現的博物館可追溯至1920年前後，澳葡政府在現今的港務局大樓內設立海事及漁業博物館，展示船隻模型和漁具等展品；後來於1934年關閉，並將展品移師至新口岸空軍飛機庫（大約位於今金麗華酒店），另還加入標本等展品後繼續對外展示，可惜在1945年第二次世界大戰期間飛機庫被美國空軍空襲轟炸，展品也被全數摧毀。澳門的博物館發展也因而停止。
直到1958年，孫中山原配夫人盧慕貞位於文第士街的居所被改為澳門國父紀念館後，博物館在澳門的發展才得以恢復，也同時標誌着非公營博物館的開始；而公營博物館的復興則要等到1960年賈梅士博物院（即今東方基金會會址）的啟用。但在往後的30年，博物館在澳門的發展就一直處於緩滯狀態——至1990年前，全澳門的博物館數量最高峰時也只不過5所。
1990年至1999年間，澳門的博物館發展進入了黃金時期，在這十年裏就新開設了10所博物館，遠超過1990年代之前的總數，當中除了一所是私營博物館外（澳門林則徐紀念館），其餘均為不同的政府部門營運，而且當中有近一半是於澳門文物名錄所指定的建築物改建而成（諸如聖物寶庫、消防博物館等）。2000年代初，澳門的博物館數目仍不斷增加，期間最主要是私營博物館的開設，其新開設數量曾一度比公營新開設的多。2004年，由政府改建舊當鋪「德成按」而成的典當業展示館榮獲聯合國教科文組織亞太區文物古蹟保護獎，是澳門首次有博物館獲得國際獎項。自從2006年通訊博物館與路氹歷史館啟用後，博物館的發展速度才稍為減緩，直至2010年才有新館開放——澳門科學館。
現時澳門的博物館規模總體來說並不很大，但各館均有其自身的特色，而多數都是圍繞澳門歷史文化有關。

## 澳門政府轄下的博物館
下列是所有由澳門政府各個部門轄下的博物館。自2000年起，為響應國際博物館協會的國際博物館日（5月18日），下表以黃色底顯示的收費博物館會於2012年度當天免費入場。入場收費以灰色底顯示者，表示該費用現正暫停收取，直至其宣佈的免費期限完結。另外，部份收費博物館會為特定人士或情況提供優惠價錢甚或免費，請參見有關備註。
| 名稱                   | 照片 | 啟用日期       | 所屬局級部門或政府資本機構 | 地址                              | 入場收費 (每人澳門幣) | 開放時間 (UTC+8)                                                 |
| ---------------------- | ---- | -------------- | -------------------------- | --------------------------------- | --------------------- | ---------------------------------------------------------------- |
| 沙梨頭更館             |      | 2015年12月18日 | 文化局                     | 澳門麻子街52-54號，沙梨頭土地廟旁 | 免費                  | 10:00-18:00，17:30後停止入場，逢星期一休息，澳門公眾假期照常開放 |
| 土地暨自然博物館       |      | 1997年3月21日  | 市政署                     | 路環石排灣郊野公園                | 免費                  | 10:00 - 18:00，逢星期一休館                                      |
| 大賽車博物館           |      | 1993年11月18日 | 旅遊局                     | 高美士街431號                     | $80                   | 10:00 - 18:00，逢星期二休館。                                    |
| 天主教藝術博物館與墓室 |      | 1996年10月23日 | 文化局                     | 大三巴牌坊後                      | 免費                  | 09:00 - 18:00                                                    |
| 典當業展示館           |      | 2003年3月21日  | 文化局                     | 亞美打利庇盧大馬路396號           | 免費                  | 10:30 - 19:00，每月首個星期一休館                                |
| 消防博物館             |      | 1999年12月11日 | 消防局                     | 連勝馬路2-6號                     | 免費                  | 10:00 - 18:00                                                    |
| 海事博物館             |      | 1990年6月24日  | 海事及水務局               | 媽閣廟前地                        | $10                   | 10:00 - 18:00，逢星期二休館                                      |
| 通訊博物館             |      | 2006年3月1日   | 郵電局                     | 馬交石炮台馬路7號                 | 免費                  | 09:00 - 17:30，逢公眾假期休館                                    |
| 路氹歷史館             |      | 2006年5月7日   | 文化局                     | 氹仔告利雅施利華街7號             | 免費                  | 10:00 - 18:00，逢星期一休館                                      |
| 聖物寶庫               |      | 1997年11月23日 | 文化局                     | 板樟堂前地玫瑰聖母堂              | 免費                  | 10:00 - 18:00                                                    |
| 澳門回歸賀禮陳列館     |      | 2004年12月30日 | 文化局                     | 冼星海大馬路                      | 免費                  | 10:00 - 19:00，逢星期一休館                                      |
| 澳門保安部隊博物館     |      | 1984年         | 澳門保安部隊事務局         | 兵營斜巷                          | 免費                  | 09:00 - 17:45 星期一至五，09:00 - 17:00 逢星期六、日及公眾假期   |
| 澳門科學館             |      | 2010年1月25日  | 澳門科學館股份有限公司     | 孫逸仙大馬路                      | 視乎參觀種類而定      | 10:00 - 18:00，逢星期四及農曆年除夕休館                          |
| 澳門茶文化館           |      | 2005年6月1日   | 市政署                     | 肥利喇亞美打大馬路盧廉若公園側    | 免費                  | 09:00 - 19:00，逢星期一休館                                      |
| 澳門博物館             |      | 1998年4月18日  | 文化局                     | 澳門博物館前地112號               | $15                   | 10:00 - 18:00，逢星期一休館                                      |
| 澳門藝術博物館         |      | 1999年3月19日  | 文化局                     | 冼星海大馬路                      | $5                    | 10:00 - 19:00，逢星期一休館                                      |
| 龍環葡韻住宅式博物館   |      | 1999年12月5日  | 文化局                     | 氹仔海邊馬路                      | $5                    | 10:00 - 18:00，逢星期一休館                                      |
| 澳門基本法紀念館       |      | 2013年02月21日 | 市政署                     | 澳門新口岸畢仕達大馬路            | 免費入場              | 10:00 - 19:00，逢星期一休館                                      |
| 中华民族雕塑园展览馆   |      | 2009年         | 市政署                     | 澳门何贤公园内                    | 免费入场              | 室外24小时开放，室内10:00 - 19:00                                |
| 澳門文學館             |      | 2022年9月17日  | 文化局                     | 荷蘭園大馬路95號A-B座             | 免費入場              | 10:00-18:00，17:30後停止入場，逢星期一休館，澳門公眾假期照常開放 |
| 饒宗頤學藝館           |      | 2015年8月10日  | 文化局                     | 荷蘭園大馬路95號C-D座             | 免費入場              | 10:00–18:00，17:30後停止入場，逢星期一休館，澳門公眾假期照常開放 |

## 私營及其他組織開設的博物館
下列是由澳門政府以外的機構所設立的博物館。與上表一樣，以黃色底顯示的是每年國際博物館日（5月18日）免費入場的收費博物館。
| 名稱                   | 照片 | 啟用日期       | 管理機構               | 地址                          | 入場收費 (每人澳門幣) | 開放時間 (UTC+8)                                     |
| ---------------------- | ---- | -------------- | ---------------------- | ----------------------------- | --------------------- | ---------------------------------------------------- |
| 仁慈堂博物館           |      | 2001年12月14日 | 仁慈堂值理會           | 仁慈堂右巷2號                 | $5                    | 09:00 - 13:00，14:30 - 17:30，逢星期日及公眾假期休館 |
| 澳門國父紀念館         |      | 1958年4月      | 中華民國大陸委員會     | 文第士街1號                   | 免費                  | 10:00 - 17:00，逢星期二休館                          |
| 澳門林則徐紀念館       |      | 1997年11月5日  | 蓮峯廟慈善值理會       | 罅些喇提督大馬路蓮峯廟側      | $5                    | 09:00-17:00，逢星期一休館                            |
| 鏡湖歷史紀念館         |      | 1989年1月18日  | 鏡湖醫院慈善會         | 連勝街鏡湖醫院大樓內          | 免費                  | 星期六15:00-18:00，逢公眾假期休息                    |
| 翡翠玉器藝術博物館     |      | 2002年1月27日  | 路環街坊四廟慈善會     | 路環天后廟前地天后古廟右廂    | 免費                  | 10:00 - 17:00                                        |
| 「留聲歲月」音響博物館 |      | 2002年12月4日  | 太平電器               | 草堆街13-15號太平電器廣場三樓 | $30                   | 須於參觀前一天預約，不接受星期六、日參觀             |
| 十六浦米高積遜珍品廊   |      | 2010年2月1日   | 澳門十六浦索菲特大酒店 | 巴素打爾古街                  | 免費                  | 10:00 - 22:00                                        |
| 手信博物館             |      | 2011年7月19日  | 鉅記慈善會             | 媽閣斜巷23號地下              | 免費                  | 10:00 - 16:30，逢星期四及農曆除夕休館                |
| 同善堂歷史檔案陳列館   |      | 2013年5月10日  | 同善堂值理會           | 澳門庇山耶街55號              | 免費                  | 09:30 - 17:30，逢星期二及法定假期休館                |

## 已關閉的博物館
下列是曾經出現但已經關閉的博物館，臨時設立的博物館則不包括於此。照片以紅色底顯示者，表示該博物館的建築已消失，照片所示的僅為其大約的位置。
| 名稱                     | 照片 | 啟用日期       | 關閉日期      | 所屬局級（包括澳葡時期的二級司）部門 或 管理機構 | 地址                          |
| ------------------------ | ---- | -------------- | ------------- | ------------------------------------------------ | ----------------------------- |
| 海事及漁業博物館（舊館） |      | 1919年         | 1934年        | 港務局                                           | 媽閣斜巷港務局大樓            |
| 海事及漁業博物館（新館） |      | 1934年         | 1945年1月16日 | 港務局                                           | 新口岸約為今金麗華酒店處      |
| 賈梅士博物院             |      | 1960年         | 1989年        | 澳門市政廳                                       | 白鴿巢前地東方基金會會址      |
| 海事博物館（舊館）       |      | 1987年11月7日  | 1990年        | 港務局                                           | 媽閣廟前地1號                 |
| 郵電博物館               |      | 1988年3月1日   | 不詳          | 郵電司                                           | 議事亭前地郵電局大樓          |
| 軍械博物館               |      | 不詳           | 不詳          | 不詳                                             | 水坑尾街陸軍俱樂部地下        |
| 葡萄酒博物館             |      | 1995年12月15日 | 2018年        | 旅遊局                                           | 高美士街431號旅遊活動中心地庫 |
| 澳門鐘錶博物館           |      | 2019年9月25日  | 2024年4月21日 | 東灃時計博物館有限公司                           | 大三巴巷1號                   |

## 博物館通行證
在2001年時，澳門旅遊局曾發行「博物館通行證」，售價為25澳門元，憑此證可於五天內毋須繳付入場費的參觀大賽車博物館、葡萄酒博物館、海事博物館、澳門林則徐紀念館、澳門藝術博物館和澳門博物館各一次。但於2009年8月27日起停售。

## 備註
1. ↑  在2000年代裏，2001年至2002年共開設了3所私營博物館，但期間卻無公營博物館開設。此況直到2005年才被持平。
2. 1 2  公眾假期不影響開放時間，除非特別說明。
3. ↑  10至17歲人士$5，10歲以下、65歲或以上人士免費；逢星期日半價收費（四捨五入取整數價錢）。
4. 1 2 3 4 5 6 7 8  閉館前30分鐘停止入場或售票。
5. ↑  前名為「軍事博物館」，2004年11月16日改為現名[參⁠ 33]。
6. ↑  該公司的股東會由澳門政府所設立的澳門基金會、科學技術發展基金和澳門生產力暨科技轉移中心的成員代表[參⁠ 36]。
7. ↑  展覽中心部份於每年5月18日免費開放。[參⁠ 12]
8. ↑  每月15日免費；逢星期日持澳門身份證或學生者免費；其他時間：持學生證、5歲至10歲、60歲以上人士$8，5歲以下人士、學校、團體免費。[參⁠ 40]
9. 1 2
10. ↑  持學生證、65歲以上人士免費。
11. ↑  8歲以下、65歲以上人士$3。
12. ↑  又稱「留聲機博物館」[參⁠ 20]。
13. ↑  該館於1990年為現時的新址取代，舊址則現作為海事博物館行政大樓。
14. ↑  官方無公佈，而1999年所出版的《澳門百科全書》記述此館時則表示當時已關閉，但無記述閉館日期。
15. ↑  18歲以下、60歲以上人士$12。
16. ↑   註:

## 延伸閱讀
- . 新華澳報. 2016年2月24日.
- 陳迎憲. . 澳門日報. 2014年5月19日: D8版.

1. ↑  . www.iam.gov.mo.   [2021-03-04]. （原始内容存档于2021-03-05）.